# Гасселт (Оверейсел)
Га́сселт (нід. Hasselt)  місто у нідерландській провінції Оверейсел.

## Історія
Гасселт розташований на річці Зварте-Ватер біля гирла Вехту. Припускають, що назва міста походить від ліщини (нідерландською hazelaar), яка вкривала піщаний берег річки і на вищих грядах якої селилися перші жителі. Найстаріші частини Гасселта все ще чітко впізнавані завдяки їх високому розташуванню (Хугстрат, Маркт, Ріддерстраат і Ейланд). Завдяки своєму розташуванню на стику сухопутних і водних шляхів Гасселт став важливим торговим центром. Розкопки показали, що на території міста вже близько у 1000 році до н. е. були присутні люди.

### Середньовіччя
Близько 1252 року Гасселт отримав статус міста від 38-го єпископа Утрехта — Гендріка ван Віандена. Оскільки єпископ проживав в Утрехті і не завжди міг відстоювати свої права на місцевому рівні, важливо було мати союзників в Оверстіхті (одна з чотирьох територій Утрехтського єпископства). Наприклад, у 1227 році лицарі з Гасселта допомагали йому проти бунтівного регіону Дренте у битві при Ане. За допомогу, надану містами, а також для забезпечення їхньої лояльності єпископи Утрехта надали їм міські права. Місто також отримало торгові привілеї, такі як звільнення від мита в Твенте (1328 рік), право проводити три щорічні ярмарки на рік, а також щотижневі ринки. У кельнських записках 1367 року вперше згадується, що Гасселт був приєднаний до Німецької Ганзи.
Гасселт також релігійним центром пізнього середньовіччя. Паломницька каплиця De Heilige Stede була центром середньовічного паломництва. Церква Святого Стефана, побудована на цьому місці, досі виконує регіональну функцію в рамках голландської католицької релігійної громади. Важливою частиною середньовічного міста був також жіночий монастир третього ордена Св. Франциска на Баанграхті, деякі будівлі якого все ще існують.

### Реформація, Вісімдесятирічна війна і Республіка
У роки Реформації фортифіковане місто стало іграшкою для іспанців і прихильників держави. Примітно, що, порівняно з іншими містами, протестанти та католики в Гассельті могли досить добре функціонувати поряд і один з одним. Місто породило або приймало низку відомих протестантських мислителів. Деякі з них відіграли важливу роль під час Дордрехтського синоду та в подальшому розвитку Нідерландської реформованої церкви в Нідерландах. Під час облоги 1657 року Гасселт був обложений у конфлікті між Девентером і Зволле, під час якого десятки людей загинули, а багато будинків було пошкоджено. У Рік лиха 1672 року місто було серйозно пошкоджено військами Гарматного Беренда, єпископа Мюнстера, який разом зі своїми французькими та англійськими союзниками націлився на Республіку. Частково зруйноване, пограбоване та зубожіле внаслідок війни місто прийшло в занепад, який тривав до XIX століття.

## Населення
У Гасселті за даними на 1 січня 2023 року проживало 7170 осіб, при густоті населення 1471 осіб/км².

### Релігія

#### Єврейська громада
Всупереч указу Карла V від 1546 року, що забороняв євреям проживати в Іспанських Нідерландах, у 1563 році двом єврейським лікарям та їхнім сім'ям було надано дозвіл оселитися в Гасселті, проте вони залишили місто вже 1570 року. У XVIII столітті у місті оселилися ашкеназькі євреї, а 1774 року громада отримала земельну ділянку під кладовище за межами фортифікаційних укріплень міста. Після знищення цвинтаря лютневою повінню 1825 року нове кладовище було створено поблизу Ван Столкпарку, де воно знаходиться і дотепер. 1802 року на одній з центральних вулиць була освячена синагога. Під час Другої світової війни більшість євреїв Гасселта були депортовані та вбиті, а синагога була зруйнована. 1947 року громада була офіційно розформована та адміністративно об'єднана зі Зволле.
| Рік  | Кількість |
| ---- | --------- |
| 1795 | 47        |
| 1809 | 42        |
| 1840 | 40        |
| 1869 | 36        |
| 1899 | 35        |
| 1930 | 7         |

## Культура

### Спорт
Гасселт має власну футбольну команду під назвою Олімпія '28, яка у сезоні 2022/23 брала участь у третьому дивізіоні нідерландської аматорської ліги. Інші широко практиковані види спорту: теніс, волейбол, гімнастика, катання на ковзанах, велосипед, бадмінтон, дзюдо, футзал, настільний теніс та кінний спорт. Гасселт виховав кількох відомих спортсменів, серед яких Кун Метсемакерс, олімпійський чемпіон з академічного веслування на літніх Олімпійських іграх 2020 року та Герард Нейбур, срібний медаліст марафону на літніх Олімпійських іграх 1980 року.

## Відомі особистості
У місті народилися:
- Герард Нейбур — марафонець, олімпійський медаліст
- Кіліан ван Ренсселер[en] — засновник колоній у Нових Нідерландах
- Кун Метсемакерс — веслувальник, олімпійський чемпіон

## Галерея

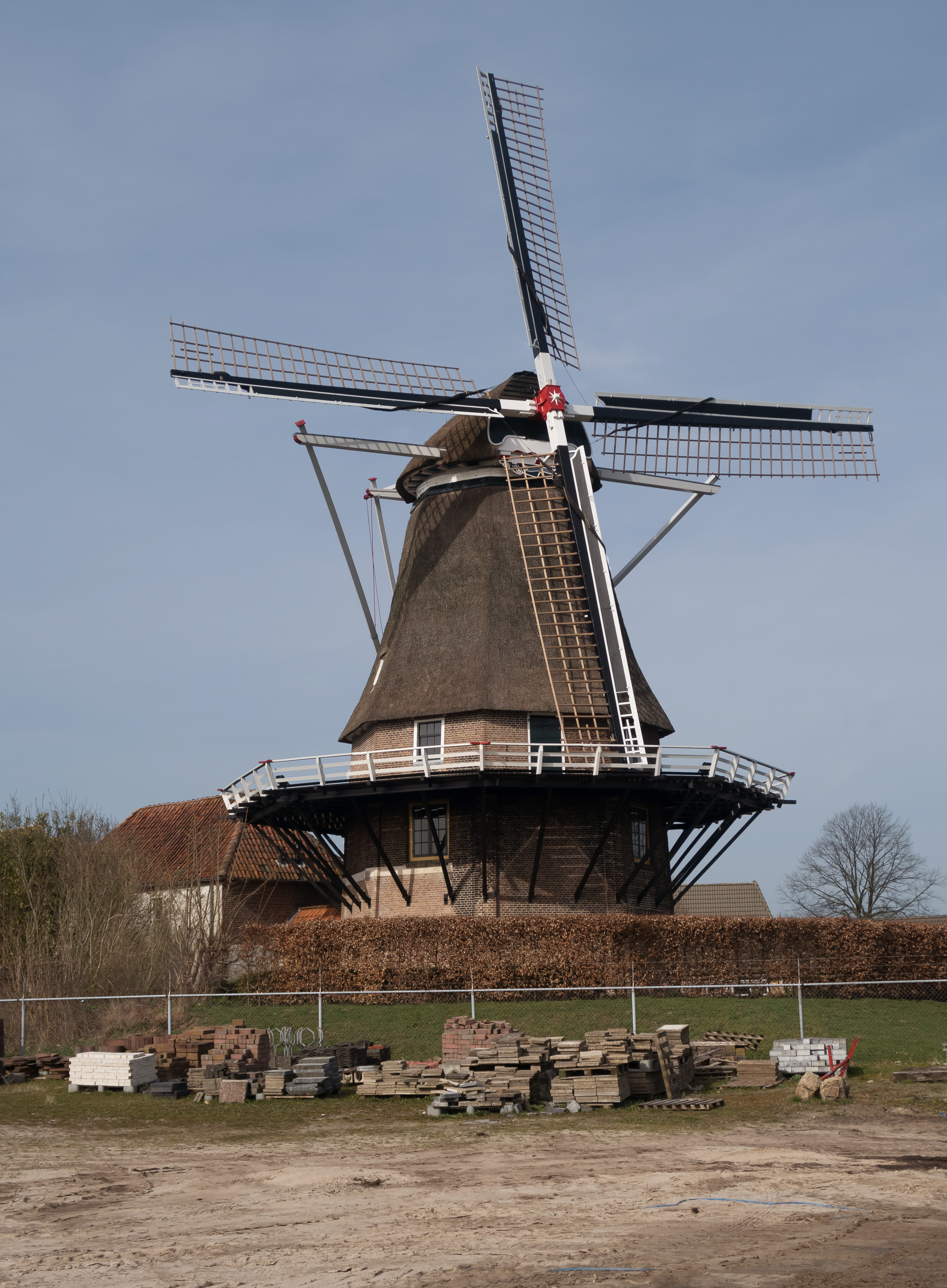
Вітряк Korenmolen de Zwaluw
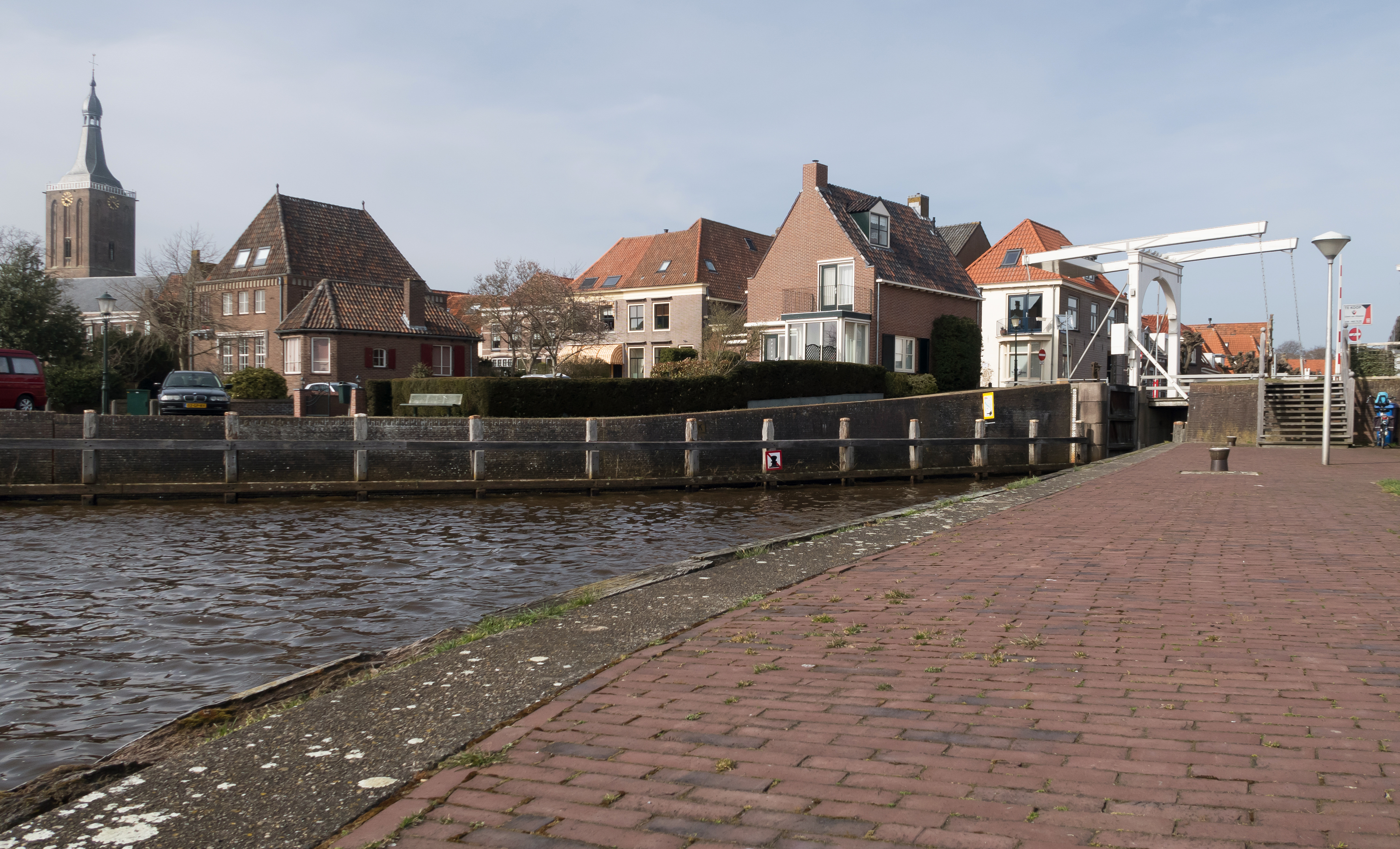
Головна церква міста
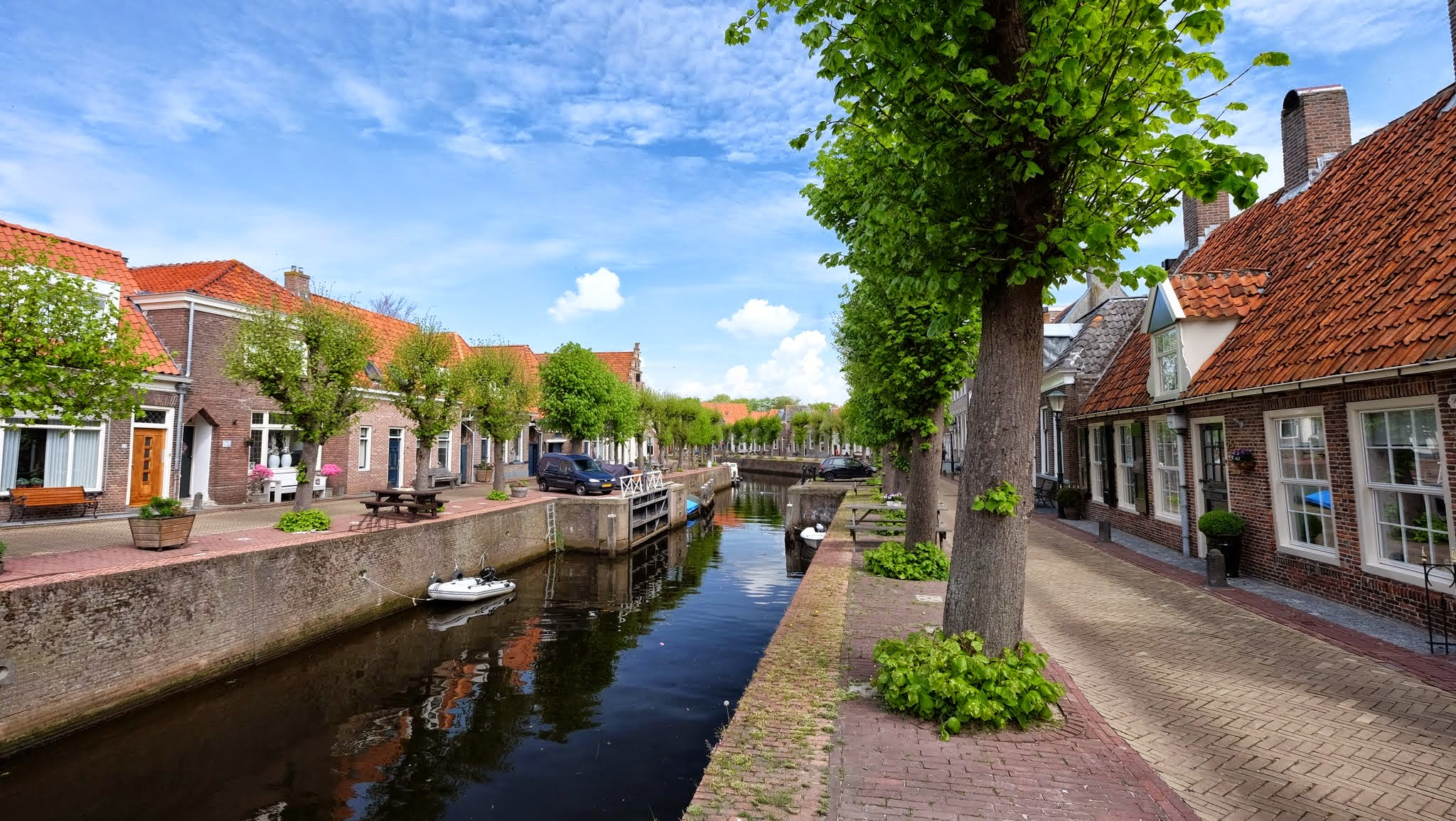
Канал у центрі міста
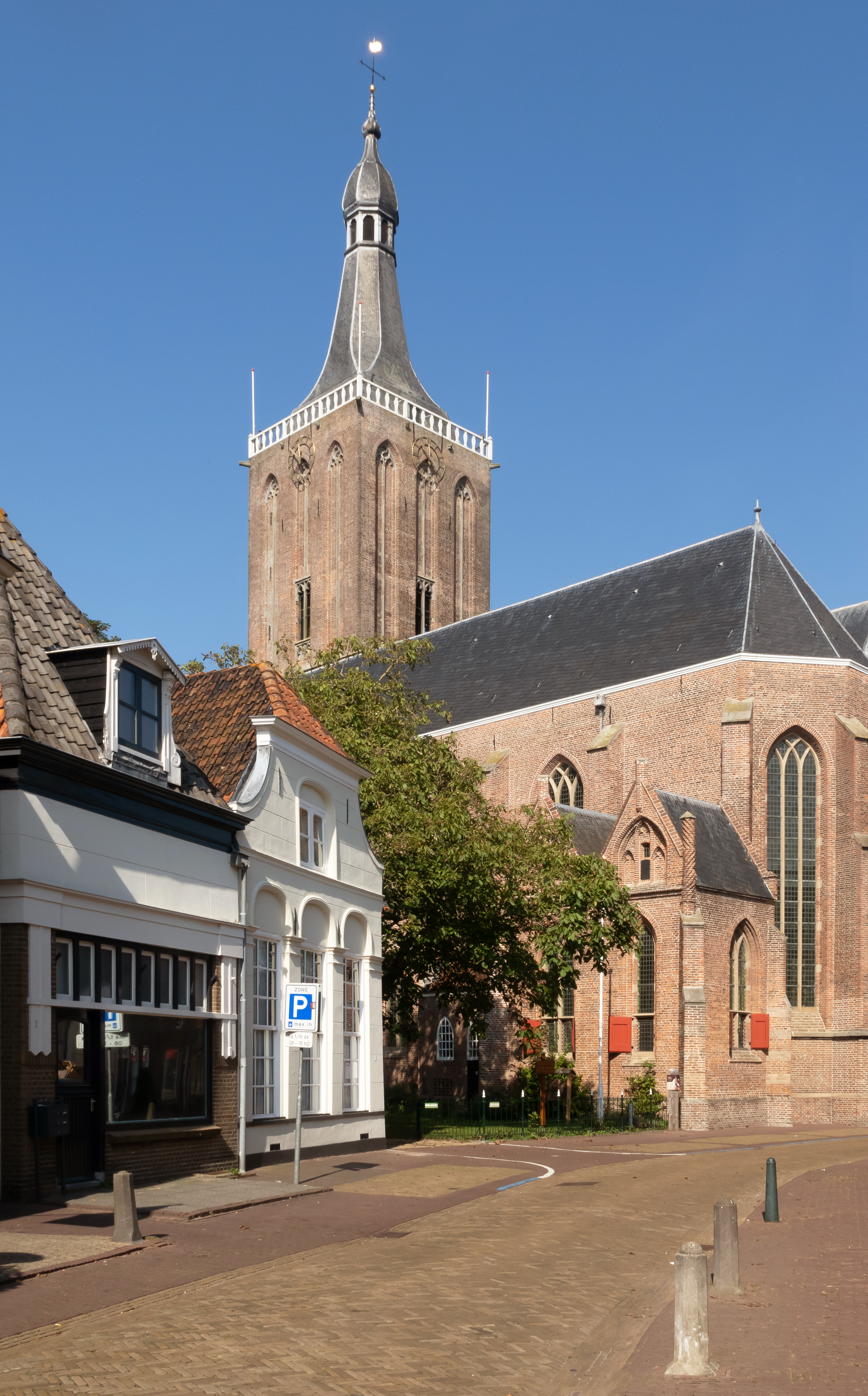
Центр міста